# Coupe d'Angleterre de football 2019-2020
Navigation
Coupe d'Angleterre 2018-2019 Coupe d'Angleterre 2020-2021
La Coupe d'Angleterre 2019-2020 est la 139e édition de la FA Cup, la coupe principale dans le football anglais et la plus vieille compétition à élimination directe du monde. Elle commence le 10 août 2019 et se termine le 23 mai 2020. Toutefois, en raison de la pandémie de Covid-19, le calendrier est chamboulé et la finale se joue finalement à huis clos – tout comme les quarts et les demi-finales – le 1er août 2020.

## Calendrier de l'épreuve
| Tour                            | Tirage au sort                              | Date des matches                                             | Matches | Clubs     | Nouvelles entrées |
| ------------------------------- | ------------------------------------------- | ------------------------------------------------------------ | ------- | --------- | ----------------- |
| Tour extra-préliminaire         | 12 juillet 2019                             | 10 août 2019                                                 | 185     | 737 → 552 | 370 : 368e à 737e |
| Tour préliminaire               | 12 juillet 2019                             | 24 août 2019                                                 | 160     | 552 → 392 | 135 : 233e à 367e |
| Premier tour de qualification   | 27 août 2019                                | 7 septembre 2019                                             | 116     | 392 → 276 | 72 : 161e à 232e  |
| Deuxième tour de qualification  | 9 septembre 2019                            | 21 septembre 2019                                            | 80      | 276 → 196 | 44 : 117e à 160e  |
| Troisième tour de qualification | 23 septembre 2019                           | 5 octobre 2019                                               | 40      | 196 → 156 | -                 |
| Quatrième tour de qualification | 7 octobre 2019                              | 19 octobre 2019                                              | 32      | 156 → 124 | 24 : 93e à 116e   |
| Premier tour (1/128 de finale)  | 21 octobre 2019                             | 9 novembre 2019                                              | 40      | 124 → 84  | 48 : 92e à 44e    |
| Deuxième tour (1/64 de finale)  | 11 novembre 2019                            | 30 novembre 2019                                             | 20      | 84 → 64   | -                 |
| Troisième tour (1/32 de finale) | 2 décembre 2019                             | 4 janvier 2020                                               | 32      | 64 → 32   | 44 : 44e à 1er    |
| Quatrième tour (1/16 de finale) | 6 janvier 2020                              | 25 janvier 2020                                              | 16      | 32 → 16   | -                 |
| Cinquième tour (1/8 de finale)  | 27 janvier 2019                             | 4 mars 2020                                                  | 8       | 16 → 8    | -                 |
| Quarts de finale                | 4 mars 2020                                 | 27 et 28 juin 2020 (Initialement les 21 et 22 mars 2020)     | 4       | 8 → 4     | -                 |
| Demi-finales                    | 28 juin 2020 (Initialement le 22 mars 2020) | 18 et 19 juillet 2020 (Initialement les 18 et 19 avril 2020) | 2       | 4 → 2     | -                 |
| Finale                          | 28 juin 2020 (Initialement le 22 mars 2020) | 1er août 2020 (Initialement le 23 mai 2020)                  | 1       | 2 → 1     | -                 |

## Résultats
Plusieurs centaines de matchs sont joués lors des tours préliminaires. Seuls sont indiqués ici les résultats à partir des 1/32 de finale.

### Troisième tour (1/32 de finale)
| 4 janvier 2020 | Rochdale AFC (3) | 1 - 1   | Newcastle United (1) |                                                                       |                                                                       |
| 12h31          | Wilbraham 79e    | (0 - 1) | 17e Almirón          | Crown Oil Arena, Rochdale Spectateurs : 8 593 Arbitrage : David Coote | Crown Oil Arena, Rochdale Spectateurs : 8 593 Arbitrage : David Coote |
| 12h31          | Rapport          |         |                      | Crown Oil Arena, Rochdale Spectateurs : 8 593 Arbitrage : David Coote | Crown Oil Arena, Rochdale Spectateurs : 8 593 Arbitrage : David Coote |

|       | Bristol City (2) | 1 - 1   | Shrewsbury Town (3) |                                                                         |                                                                         |
| 12h31 | Diedhiou 30e     | (1 - 0) | 48e Goss            | Ashton Gate Stadium, Bristol Spectateurs : 9 730 Arbitrage : John Busby | Ashton Gate Stadium, Bristol Spectateurs : 9 730 Arbitrage : John Busby |
| 12h31 | Rapport          |         |                     | Ashton Gate Stadium, Bristol Spectateurs : 9 730 Arbitrage : John Busby | Ashton Gate Stadium, Bristol Spectateurs : 9 730 Arbitrage : John Busby |

|       | Millwall (2)                          | 3 - 0   | Newport County (4) |                                                                     |                                                                     |
| 12h31 | Smith 7e · Mahoney 64e · Bradshaw 82e | (1 - 0) |                    | The Den, Bermondsey Spectateurs : 6 009 Arbitrage : Tony Harrington | The Den, Bermondsey Spectateurs : 6 009 Arbitrage : Tony Harrington |
| 12h31 | Rapport                               |         |                    | The Den, Bermondsey Spectateurs : 6 009 Arbitrage : Tony Harrington | The Den, Bermondsey Spectateurs : 6 009 Arbitrage : Tony Harrington |

|       | Rotherham United (3)    | 2 - 3   | Hull City (2)       |                                                                               |                                                                               |
| 12h31 | Smith 20e · Vassell 43e | (2 - 1) | 16e 66e 90+2e Eaves | New York Stadium, Rotherham Spectateurs : 6 044 Arbitrage : Anthony Backhouse | New York Stadium, Rotherham Spectateurs : 6 044 Arbitrage : Anthony Backhouse |
| 12h31 | Rapport                 |         |                     | New York Stadium, Rotherham Spectateurs : 6 044 Arbitrage : Anthony Backhouse | New York Stadium, Rotherham Spectateurs : 6 044 Arbitrage : Anthony Backhouse |

|       | Burnley (1)                                   | 4 - 2   | Peterborough United (3)    |                                                                 |                                                                 |
| 12h31 | Rodriguez 8e 52e · Pieters 15e · Hendrick 23e | (3 - 1) | 39e Toney · 76e Jade-Jones | Turf Moor, Burnley Spectateurs : 8 043 Arbitrage : Robert Jones | Turf Moor, Burnley Spectateurs : 8 043 Arbitrage : Robert Jones |
| 12h31 | Rapport                                       |         |                            | Turf Moor, Burnley Spectateurs : 8 043 Arbitrage : Robert Jones | Turf Moor, Burnley Spectateurs : 8 043 Arbitrage : Robert Jones |

|       | Birmingham City (2)   | 2 - 1   | Blackburn Rovers (2) |                                                                         |                                                                         |
| 12h31 | Crowley 4e · Bela 90e | (1 - 0) | 61e (pen.) Armstrong | St Andrew's, Birmingham Spectateurs : 7 330 Arbitrage : Oliver Langford | St Andrew's, Birmingham Spectateurs : 7 330 Arbitrage : Oliver Langford |
| 12h31 | Rapport               |         |                      | St Andrew's, Birmingham Spectateurs : 7 330 Arbitrage : Oliver Langford | St Andrew's, Birmingham Spectateurs : 7 330 Arbitrage : Oliver Langford |

|       | Fulham (2)                | 2 - 1   | Aston Villa (1) |                                                                       |                                                                       |
| 15h01 | Knockaert 54e · Arter 74e | (0 - 0) | 63e El-Ghazi    | Craven Cottage, Londres Spectateurs : 12 980 Arbitrage : Craig Pawson | Craven Cottage, Londres Spectateurs : 12 980 Arbitrage : Craig Pawson |
| 15h01 | Rapport                   |         |                 | Craven Cottage, Londres Spectateurs : 12 980 Arbitrage : Craig Pawson | Craven Cottage, Londres Spectateurs : 12 980 Arbitrage : Craig Pawson |

|       | Cardiff City (2)         | 2 - 2   | Carlisle United (4)        |                                                                                |                                                                                |
| 15h01 | Paterson 50e · Whyte 55e | (0 - 2) | 12e Bridge · 45+2e McKirdy | Cardiff City Stadium, Cardiff Spectateurs : 5 282 Arbitrage : Geoff Eltringham | Cardiff City Stadium, Cardiff Spectateurs : 5 282 Arbitrage : Geoff Eltringham |
| 15h01 | Rapport                  |         |                            | Cardiff City Stadium, Cardiff Spectateurs : 5 282 Arbitrage : Geoff Eltringham | Cardiff City Stadium, Cardiff Spectateurs : 5 282 Arbitrage : Geoff Eltringham |

|       | Oxford United (3)                                            | 4 - 1   | Hartlepool United (5) |                                                                          |                                                                          |
| 15h01 | Hall 52e · Baptiste 66e · Fosu-Henry 84e · Taylor 87e (pen.) | (0 - 1) | 9e Kitching           | Kassam Stadium, Oxford Spectateurs : 6 240 Arbitrage : Michael Salisbury | Kassam Stadium, Oxford Spectateurs : 6 240 Arbitrage : Michael Salisbury |
| 15h01 | Rapport                                                      |         |                       | Kassam Stadium, Oxford Spectateurs : 6 240 Arbitrage : Michael Salisbury | Kassam Stadium, Oxford Spectateurs : 6 240 Arbitrage : Michael Salisbury |

|       | Southampton (1)            | 2 - 0   | Huddersfield Town (2) |                                                                              |                                                                              |
| 15h01 | Smallbone 47e · Vokins 87e | (0 - 0) |                       | St Mary's Stadium, Southampton Spectateurs : 20 091 Arbitrage : Tim Robinson | St Mary's Stadium, Southampton Spectateurs : 20 091 Arbitrage : Tim Robinson |
| 15h01 | Rapport                    |         |                       | St Mary's Stadium, Southampton Spectateurs : 20 091 Arbitrage : Tim Robinson | St Mary's Stadium, Southampton Spectateurs : 20 091 Arbitrage : Tim Robinson |

|       | Brighton & Hove Albion (1) | 0 - 1   | Sheffield Wednesday (2) |                                                                        |                                                                        |
| 15h01 |                            | (0 - 0) | 65e Reach               | AMEX Stadium, Brighton Spectateurs : 20 349 Arbitrage : Andre Marriner | AMEX Stadium, Brighton Spectateurs : 20 349 Arbitrage : Andre Marriner |
| 15h01 | Rapport                    |         |                         | AMEX Stadium, Brighton Spectateurs : 20 349 Arbitrage : Andre Marriner | AMEX Stadium, Brighton Spectateurs : 20 349 Arbitrage : Andre Marriner |

|       | Reading (2)              | 2 - 2   | Blackpool (3)                    |                                                                        |                                                                        |
| 15h01 | Baldock 56e · Loader 66e | (0 - 1) | 28e Delfouneso · 60e Gnanduillet | Madejski Stadium, Reading Spectateurs : 10 181 Arbitrage : John Brooks | Madejski Stadium, Reading Spectateurs : 10 181 Arbitrage : John Brooks |
| 15h01 | Rapport                  |         |                                  | Madejski Stadium, Reading Spectateurs : 10 181 Arbitrage : John Brooks | Madejski Stadium, Reading Spectateurs : 10 181 Arbitrage : John Brooks |

|       | Watford (1)                                   | 3 - 3   | Tranmere Rovers (3)                           |                                                                      |                                                                      |
| 15h01 | Dele-Bashiru 12e · Chalobah 14e · Pereyra 34e | (3 - 0) | 65e Jennings · 78e Monthe · 87e (pen.) Mullin | Vicarage Road, Watford Spectateurs : 14 373 Arbitrage : Graham Scott | Vicarage Road, Watford Spectateurs : 14 373 Arbitrage : Graham Scott |
| 15h01 | Rapport                                       |         |                                               | Vicarage Road, Watford Spectateurs : 14 373 Arbitrage : Graham Scott | Vicarage Road, Watford Spectateurs : 14 373 Arbitrage : Graham Scott |

|       | Preston North End (2)  | 2 - 4   | Norwich City (1)                      |                                                                   |                                                                   |
| 15h01 | Bodin 48e · Harrop 84e | (0 - 3) | 2e 38e 61e (pen.)Idah · 28e Hernandez | Deepdale, Preston Spectateurs : 7 616 Arbitrage : Martin Atkinson | Deepdale, Preston Spectateurs : 7 616 Arbitrage : Martin Atkinson |
| 15h01 | Rapport                |         |                                       | Deepdale, Preston Spectateurs : 7 616 Arbitrage : Martin Atkinson | Deepdale, Preston Spectateurs : 7 616 Arbitrage : Martin Atkinson |

|       | Brentford (2) | 1 - 0   | Stoke City (2) |                                                                      |                                                                      |
| 15h01 | Marcondes 43e | (1 - 0) |                | Griffin Park, Brentford Spectateurs : 7 575 Arbitrage : Keith Stroud | Griffin Park, Brentford Spectateurs : 7 575 Arbitrage : Keith Stroud |
| 15h01 | Rapport       |         |                | Griffin Park, Brentford Spectateurs : 7 575 Arbitrage : Keith Stroud | Griffin Park, Brentford Spectateurs : 7 575 Arbitrage : Keith Stroud |

|       | Leicester City (1)            | 2 - 0   | Wigan Athletic (2) |                                                                             |                                                                             |
| 17h31 | Pearce 19e (csc) · Barnes 40e | (2 - 0) |                    | King Power Stadium, Leicester Spectateurs : 30 330 Arbitrage : Simon Hooper | King Power Stadium, Leicester Spectateurs : 30 330 Arbitrage : Simon Hooper |
| 17h31 | [ Rapport]                    |         |                    | King Power Stadium, Leicester Spectateurs : 30 330 Arbitrage : Simon Hooper | King Power Stadium, Leicester Spectateurs : 30 330 Arbitrage : Simon Hooper |

|       | Wolverhampton Wanderers (1) | 0 - 0   | Manchester United (1) |                                                                               |                                                                               |
| 17h31 |                             | (0 - 0) |                       | Molineux Stadium, Wolverhampton Spectateurs : 31 381 Arbitrage : Paul Tierney | Molineux Stadium, Wolverhampton Spectateurs : 31 381 Arbitrage : Paul Tierney |
| 17h31 | Rapport                     |         |                       | Molineux Stadium, Wolverhampton Spectateurs : 31 381 Arbitrage : Paul Tierney | Molineux Stadium, Wolverhampton Spectateurs : 31 381 Arbitrage : Paul Tierney |

|       | AFC Bournemouth (1)             | 4 - 0   | Luton Town (2) |                                                                         |                                                                         |
| 17h31 | Billing 8e 41e 79e · Wilson 67e | (2 - 0) |                | Dean Court, Bournemouth Spectateurs : 10 064 Arbitrage : Darren England | Dean Court, Bournemouth Spectateurs : 10 064 Arbitrage : Darren England |
| 17h31 | Rapport                         |         |                | Dean Court, Bournemouth Spectateurs : 10 064 Arbitrage : Darren England | Dean Court, Bournemouth Spectateurs : 10 064 Arbitrage : Darren England |

|       | Manchester City (1)                                         | 4 - 1   | Port Vale (4) |                                                                       |                                                                       |
| 17h31 | Zinchenko 20e · Agüero 42e · Harwood-Bellis 58e · Foden 76e | (2 - 1) | 35e Pope      | Etihad Stadium, Manchester Spectateurs : 52 433 Arbitrage : Lee Mason | Etihad Stadium, Manchester Spectateurs : 52 433 Arbitrage : Lee Mason |
| 17h31 | Rapport                                                     |         |               | Etihad Stadium, Manchester Spectateurs : 52 433 Arbitrage : Lee Mason | Etihad Stadium, Manchester Spectateurs : 52 433 Arbitrage : Lee Mason |

|       | Fleetwood Town (3) | 1 - 2   | Portsmouth (3)           |                                                                          |                                                                          |
| 17h31 | McAleny 90+1e      | (0 - 0) | 66e Bolton · 71e Marquis | Highbury Stadium, Fleetwood Spectateurs : 2 145 Arbitrage : Marc Edwards | Highbury Stadium, Fleetwood Spectateurs : 2 145 Arbitrage : Marc Edwards |
| 17h31 | Rapport            |         |                          | Highbury Stadium, Fleetwood Spectateurs : 2 145 Arbitrage : Marc Edwards | Highbury Stadium, Fleetwood Spectateurs : 2 145 Arbitrage : Marc Edwards |

| 5 janvier 2020 | Queens Park Rangers (2)                                  | 5 - 1   | Swansea City (2) |                                                                   |                                                                   |
| 14h01          | Hugill 21e 45e · Samuel 29e · Wallace 76e · Scowen 90+1e | (3 - 0) | 60e Byers        | Loftus Road, Londres Spectateurs : 6 712 Arbitrage : Steve Martin | Loftus Road, Londres Spectateurs : 6 712 Arbitrage : Steve Martin |
| 14h01          | Rapport                                                  |         |                  | Loftus Road, Londres Spectateurs : 6 712 Arbitrage : Steve Martin | Loftus Road, Londres Spectateurs : 6 712 Arbitrage : Steve Martin |

|       | Chelsea (1)                  | 2 - 0   | Nottingham Forest (2) |                                                                        |                                                                        |
| 14h01 | Hudson-Odoi 6e · Barkley 33e | (2 - 0) |                       | Stamford Bridge, Londres Spectateurs : 40 492 Arbitrage : Peter Bankes | Stamford Bridge, Londres Spectateurs : 40 492 Arbitrage : Peter Bankes |
| 14h01 | Rapport                      |         |                       | Stamford Bridge, Londres Spectateurs : 40 492 Arbitrage : Peter Bankes | Stamford Bridge, Londres Spectateurs : 40 492 Arbitrage : Peter Bankes |

|       | Charlton Athletic (2) | 0 - 1   | West Bromwich Albion (2) |                                                                |                                                                |
| 14h01 |                       | (0 - 1) | 32e Zohore               | The Valley, Londres Spectateurs : 6 426 Arbitrage : David Webb | The Valley, Londres Spectateurs : 6 426 Arbitrage : David Webb |
| 14h01 | Rapport               |         |                          | The Valley, Londres Spectateurs : 6 426 Arbitrage : David Webb | The Valley, Londres Spectateurs : 6 426 Arbitrage : David Webb |

|       | Sheffield United (1)     | 2 - 1   | AFC Fylde (5) |                                                                         |                                                                         |
| 14h01 | Robinson 8e · Clarke 60e | (1 - 0) | 78e Williams  | Bramall Lane, Sheffield Spectateurs : 11 133 Arbitrage : Jarred Gillett | Bramall Lane, Sheffield Spectateurs : 11 133 Arbitrage : Jarred Gillett |
| 14h01 | Rapport                  |         |               | Bramall Lane, Sheffield Spectateurs : 11 133 Arbitrage : Jarred Gillett | Bramall Lane, Sheffield Spectateurs : 11 133 Arbitrage : Jarred Gillett |

|       | Bristol Rovers (3)                  | 2 - 2   | Coventry City (3)           |                                                                      |                                                                      |
| 14h01 | Clarke-Harris 6e (pen.) · Craig 32e | (2 - 1) | 31e Walsh · 53e (csc) Craig | Memorial Stadium, Bristol Spectateurs : 7 000 Arbitrage : Gavin Ward | Memorial Stadium, Bristol Spectateurs : 7 000 Arbitrage : Gavin Ward |
| 14h01 | Rapport                             |         |                             | Memorial Stadium, Bristol Spectateurs : 7 000 Arbitrage : Gavin Ward | Memorial Stadium, Bristol Spectateurs : 7 000 Arbitrage : Gavin Ward |

|       | Crewe Alexandra (4) | 1 - 3   | Barnsley (2)                            |                                                                          |                                                                          |
| 14h01 | Green 8e            | (0 - 1) | 3e Brown} · 75e Chaplin} · 90+4e Thomas | Alexandra Stadium, Crewe Spectateurs : 5 158 Arbitrage : James Linington | Alexandra Stadium, Crewe Spectateurs : 5 158 Arbitrage : James Linington |
| 14h01 | Rapport             |         |                                         | Alexandra Stadium, Crewe Spectateurs : 5 158 Arbitrage : James Linington | Alexandra Stadium, Crewe Spectateurs : 5 158 Arbitrage : James Linington |

|       | Middlesbrough (2) | 1 - 1   | Tottenham Hotspur (1) |                                                                                  |                                                                                  |
| 14h01 | Fletcher 50e      | (0 - 0) | 61e Moura             | Riverside Stadium, Middlesbrough Spectateurs : 26 693 Arbitrage : Stuart Attwell | Riverside Stadium, Middlesbrough Spectateurs : 26 693 Arbitrage : Stuart Attwell |
| 14h01 | Rapport           |         |                       | Riverside Stadium, Middlesbrough Spectateurs : 26 693 Arbitrage : Stuart Attwell | Riverside Stadium, Middlesbrough Spectateurs : 26 693 Arbitrage : Stuart Attwell |

|       | Crystal Palace (1) | 0 - 1   | Derby County (2) |                                                                        |                                                                        |
| 14h01 |                    | (0 - 1) | 32e Martin       | Selhurst Park, Londres Spectateurs : 15 507 Arbitrage : Michael Oliver | Selhurst Park, Londres Spectateurs : 15 507 Arbitrage : Michael Oliver |
| 14h01 | Rapport            |         |                  | Selhurst Park, Londres Spectateurs : 15 507 Arbitrage : Michael Oliver | Selhurst Park, Londres Spectateurs : 15 507 Arbitrage : Michael Oliver |

|       | Burton Albion (3)            | 2 - 4   | Northampton Town (4)                               |                                                                               |                                                                               |
| 14h01 | Edwards 45+2e · Fraser 90+1e | (1 - 3) | 10e Adams · 23e Watson · 45+1e Goode · 70e Hoskins | Pirelli Stadium, Staffordshire Spectateurs : 3 810 Arbitrage : Jeremy Simpson | Pirelli Stadium, Staffordshire Spectateurs : 3 810 Arbitrage : Jeremy Simpson |
| 14h01 | Rapport                      |         |                                                    | Pirelli Stadium, Staffordshire Spectateurs : 3 810 Arbitrage : Jeremy Simpson | Pirelli Stadium, Staffordshire Spectateurs : 3 810 Arbitrage : Jeremy Simpson |

|       | Liverpool (1) | 1 - 0   | Everton (1) |                                                                   |                                                                   |
| 16h01 | Jones 71e     | (0 - 0) |             | Anfield, Liverpool Spectateurs : 52 583 Arbitrage : Jonathan Moss | Anfield, Liverpool Spectateurs : 52 583 Arbitrage : Jonathan Moss |
| 16h01 | Rapport       |         |             | Anfield, Liverpool Spectateurs : 52 583 Arbitrage : Jonathan Moss | Anfield, Liverpool Spectateurs : 52 583 Arbitrage : Jonathan Moss |

|       | Gillingham (3) | 0 - 2   | West Ham United (1)          |                                                                              |                                                                              |
| 18h16 |                | (0 - 0) | 74e Zabaleta · 90+4e Fornals | Priestfield Stadium, Gillingham Spectateurs : 10 913 Arbitrage : Andy Madley | Priestfield Stadium, Gillingham Spectateurs : 10 913 Arbitrage : Andy Madley |
| 18h16 | Rapport        |         |                              | Priestfield Stadium, Gillingham Spectateurs : 10 913 Arbitrage : Andy Madley | Priestfield Stadium, Gillingham Spectateurs : 10 913 Arbitrage : Andy Madley |

| 6 janvier 2020 | Arsenal (1) | 1 - 0   | Leeds United (2) |                                                                           |                                                                           |
| 19h56          | Nelson 55e  | (0 - 0) |                  | Emirates Stadium, Londres Spectateurs : 58 403 Arbitrage : Anthony Taylor | Emirates Stadium, Londres Spectateurs : 58 403 Arbitrage : Anthony Taylor |
| 19h56          | Rapport     |         |                  | Emirates Stadium, Londres Spectateurs : 58 403 Arbitrage : Anthony Taylor | Emirates Stadium, Londres Spectateurs : 58 403 Arbitrage : Anthony Taylor |

Replay
| 14 janvier 2020 | Newcastle United (1)                                              | 4 - 1   | Rochdale AFC (3) |                                                                                   |                                                                                   |
| 19h45           | O'Connell 17e (csc) · Longstaff 20e · Almirón 26e · Joelinton 82e | (3 - 0) | 86e Williams     | St James' Park, Newcastle upon Tyne Spectateurs : 29 786 Arbitrage : Graham Scott | St James' Park, Newcastle upon Tyne Spectateurs : 29 786 Arbitrage : Graham Scott |
| 19h45           | Rapport                                                           |         |                  | St James' Park, Newcastle upon Tyne Spectateurs : 29 786 Arbitrage : Graham Scott | St James' Park, Newcastle upon Tyne Spectateurs : 29 786 Arbitrage : Graham Scott |

|       | Shrewsbury Town (3) | 1 - 0   | Bristol City (2) |                                                                   |                                                                   |
| 19h45 | Pierre 89e          | (0 - 0) |                  | New Meadow, Shrewsbury Spectateurs : 7 194 Arbitrage : David Webb | New Meadow, Shrewsbury Spectateurs : 7 194 Arbitrage : David Webb |
| 19h45 | Rapport             |         |                  | New Meadow, Shrewsbury Spectateurs : 7 194 Arbitrage : David Webb | New Meadow, Shrewsbury Spectateurs : 7 194 Arbitrage : David Webb |

|       | Coventry City (3)        | 3 - 0   | Bristol Rovers (3) |                                                                         |                                                                         |
| 19h45 | Biamou 4e 56e · Pask 50e | (1 - 0) |                    | Ricoh Arena, Coventry Spectateurs : 2 693 Arbitrage : Anthony Backhouse | Ricoh Arena, Coventry Spectateurs : 2 693 Arbitrage : Anthony Backhouse |
| 19h45 | Rapport                  |         |                    | Ricoh Arena, Coventry Spectateurs : 2 693 Arbitrage : Anthony Backhouse | Ricoh Arena, Coventry Spectateurs : 2 693 Arbitrage : Anthony Backhouse |

|       | Blackpool (3) | 0 - 2   | Reading (2)          |                                                                        |                                                                        |
| 19h45 |               | (0 - 1) | 42e Boyé · 82e Obita | Bloomfield Road, Blackpool Spectateurs : 5 213 Arbitrage : Darren Bond | Bloomfield Road, Blackpool Spectateurs : 5 213 Arbitrage : Darren Bond |
| 19h45 | Rapport       |         |                      | Bloomfield Road, Blackpool Spectateurs : 5 213 Arbitrage : Darren Bond | Bloomfield Road, Blackpool Spectateurs : 5 213 Arbitrage : Darren Bond |

|       | Tottenham Hotspur (1)    | 2 - 1   | Middlesbrough (2) |                                                                                  |                                                                                  |
| 20h05 | Lo Celso 2e · Lamela 15e | (2 - 0) | 82e Saville       | Tottenham Hotspur Stadium, Londres Spectateurs : 49 202 Arbitrage : Craig Pawson | Tottenham Hotspur Stadium, Londres Spectateurs : 49 202 Arbitrage : Craig Pawson |
| 20h05 | Rapport                  |         |                   | Tottenham Hotspur Stadium, Londres Spectateurs : 49 202 Arbitrage : Craig Pawson | Tottenham Hotspur Stadium, Londres Spectateurs : 49 202 Arbitrage : Craig Pawson |

| 15 janvier 2020 | Manchester United (1) | 1 - 0   | Wolverhampton Wanderers (1) |                                                                        |                                                                        |
| 19h45           | Mata 67e              | (0 - 0) |                             | Old Trafford, Manchester Spectateurs : 67 025 Arbitrage : Kevin Friend | Old Trafford, Manchester Spectateurs : 67 025 Arbitrage : Kevin Friend |
| 19h45           | Rapport               |         |                             | Old Trafford, Manchester Spectateurs : 67 025 Arbitrage : Kevin Friend | Old Trafford, Manchester Spectateurs : 67 025 Arbitrage : Kevin Friend |

|       | Carlisle United (4)         | 3 - 4   | Cardiff City (2)                      |                                                                       |                                                                       |
| 19h45 | Thomas 7e · McKirdy 51e 64e | (1 - 2) | 18e 48e Flint · 45e Murphy · 57e Ward | Brunton Park, Carlisle Spectateurs : 4 381 Arbitrage : Darren Handley | Brunton Park, Carlisle Spectateurs : 4 381 Arbitrage : Darren Handley |
| 19h45 | Rapport                     |         |                                       | Brunton Park, Carlisle Spectateurs : 4 381 Arbitrage : Darren Handley | Brunton Park, Carlisle Spectateurs : 4 381 Arbitrage : Darren Handley |

| 23 janvier 2020 | Tranmere Rovers (3)      | 2 - 1 a. p.    | Watford (1) |                                                                           |                                                                           |
| 19h45           | Monthe 36e · Mullin 104e | (1 - 0, 1 - 1) | 68e Hinds   | Prenton Park, Birkenhead Spectateurs : 10 039 Arbitrage : Tony Harrington | Prenton Park, Birkenhead Spectateurs : 10 039 Arbitrage : Tony Harrington |
| 19h45           | Rapport                  |                |             | Prenton Park, Birkenhead Spectateurs : 10 039 Arbitrage : Tony Harrington | Prenton Park, Birkenhead Spectateurs : 10 039 Arbitrage : Tony Harrington |

### Quatrième tour (1/16 de finale)
| 24 janvier 2020 | Queens Park Rangers (2) | 1 - 2   | Sheffield Wednesday (2) |                                                                    |                                                                    |
| 20h00           | Wells 90+3e             | (0 - 1) | 43e Fox · 90+1e Winnall | Loftus Road, Londres Spectateurs : 11 871 Arbitrage : Keith Stroud | Loftus Road, Londres Spectateurs : 11 871 Arbitrage : Keith Stroud |
| 20h00           | Rapport                 |         |                         | Loftus Road, Londres Spectateurs : 11 871 Arbitrage : Keith Stroud | Loftus Road, Londres Spectateurs : 11 871 Arbitrage : Keith Stroud |

|       | Northampton Town (4) | 0 - 0 | Derby County (2) |                                                                               |                                                                               |
| 20h00 |                      |       |                  | Sixfields Stadium, Northampton Spectateurs : 7 798 Arbitrage : Darren England | Sixfields Stadium, Northampton Spectateurs : 7 798 Arbitrage : Darren England |
| 20h00 | Rapport              |       |                  | Sixfields Stadium, Northampton Spectateurs : 7 798 Arbitrage : Darren England | Sixfields Stadium, Northampton Spectateurs : 7 798 Arbitrage : Darren England |

| 25 janvier 2020 | Brentford (2) | 0 - 1   | Leicester City (1) |                                                                       |                                                                       |
| 12h45           |               | (0 - 1) | 4e Iheanacho       | Griffin Park, Londres Spectateurs : 12 221 Arbitrage : Chris Kavanagh | Griffin Park, Londres Spectateurs : 12 221 Arbitrage : Chris Kavanagh |
| 12h45           | Rapport       |         |                    | Griffin Park, Londres Spectateurs : 12 221 Arbitrage : Chris Kavanagh | Griffin Park, Londres Spectateurs : 12 221 Arbitrage : Chris Kavanagh |

|       | Southampton (1)    | 1 - 1   | Tottenham Hotspur (1) |                                                                              |                                                                              |
| 15h00 | Sofiane Boufal 87e | (0 - 0) | 58e Son Heung-min     | St Mary's Stadium, Southampton Spectateurs : 29 282 Arbitrage : Peter Bankes | St Mary's Stadium, Southampton Spectateurs : 29 282 Arbitrage : Peter Bankes |
| 15h00 | Rapport            |         |                       | St Mary's Stadium, Southampton Spectateurs : 29 282 Arbitrage : Peter Bankes | St Mary's Stadium, Southampton Spectateurs : 29 282 Arbitrage : Peter Bankes |

|       | Millwall (2) | 0 - 2   | Sheffield United (1)    |                                                                  |                                                                  |
| 15h00 |              | (0 - 0) | 62e Bešić · 84e Norwood | The Den, Londres Spectateurs : 12 653 Arbitrage : Anthony Taylor | The Den, Londres Spectateurs : 12 653 Arbitrage : Anthony Taylor |
| 15h00 | Rapport      |         |                         | The Den, Londres Spectateurs : 12 653 Arbitrage : Anthony Taylor | The Den, Londres Spectateurs : 12 653 Arbitrage : Anthony Taylor |

|       | Reading (2) | 1 - 1   | Cardiff City (2) |                                                                         |                                                                         |
| 15h00 | Méïté 8e    | (1 - 1) | 5e Paterson      | Madejski Stadium, Reading Spectateurs : 12 798 Arbitrage : Marc Edwards | Madejski Stadium, Reading Spectateurs : 12 798 Arbitrage : Marc Edwards |
| 15h00 | Rapport     |         |                  | Madejski Stadium, Reading Spectateurs : 12 798 Arbitrage : Marc Edwards | Madejski Stadium, Reading Spectateurs : 12 798 Arbitrage : Marc Edwards |

|       | West Ham United (1) | 0 - 1   | West Bromwich Albion (2) |                                                                                     |                                                                                     |
| 15h00 |                     | (0 - 1) | 9e Townsend              | Stade olympique de Londres, Londres Spectateurs : 58 911 Arbitrage : Stuart Attwell | Stade olympique de Londres, Londres Spectateurs : 58 911 Arbitrage : Stuart Attwell |
| 15h00 | Rapport             |         |                          | Stade olympique de Londres, Londres Spectateurs : 58 911 Arbitrage : Stuart Attwell | Stade olympique de Londres, Londres Spectateurs : 58 911 Arbitrage : Stuart Attwell |

|       | Burnley (1) | 1 - 2   | Norwich City (1)       |                                                                   |                                                                   |
| 15h00 | Pieters 72e | (0 - 0) | 53e Hanley · 57e Drmić | Turf Moor, Burnley Spectateurs : 8 071 Arbitrage : Michael Oliver | Turf Moor, Burnley Spectateurs : 8 071 Arbitrage : Michael Oliver |
| 15h00 | Rapport     |         |                        | Turf Moor, Burnley Spectateurs : 8 071 Arbitrage : Michael Oliver | Turf Moor, Burnley Spectateurs : 8 071 Arbitrage : Michael Oliver |

|       | Coventry City (3) | 0 - 0 | Birmingham City (2) |                                                                     |                                                                     |
| 15h00 |                   |       |                     | Ricoh Arena, Coventry Spectateurs : 21 193 Arbitrage : Tim Robinson | Ricoh Arena, Coventry Spectateurs : 21 193 Arbitrage : Tim Robinson |
| 15h00 | Rapport           |       |                     | Ricoh Arena, Coventry Spectateurs : 21 193 Arbitrage : Tim Robinson | Ricoh Arena, Coventry Spectateurs : 21 193 Arbitrage : Tim Robinson |

|       | Newcastle United (1) | 0 - 0 | Oxford United (3) |                                                                         |                                                                         |
| 15h00 |                      |       |                   | St James' Park, Newcastle Spectateurs : 52 221 Arbitrage : Robert Jones | St James' Park, Newcastle Spectateurs : 52 221 Arbitrage : Robert Jones |
| 15h00 | Rapport              |       |                   | St James' Park, Newcastle Spectateurs : 52 221 Arbitrage : Robert Jones | St James' Park, Newcastle Spectateurs : 52 221 Arbitrage : Robert Jones |

|       | Portsmouth (3)                                       | 4 - 2   | Barnsley (2)                |                                                                        |                                                                        |
| 15h00 | Close 37e · Marquis 45+1e · Curtis 62e · Burgess 76e | (2 - 0) | 60e Woodrow · 90+1e Chaplin | Fratton Park, Portsmouth Spectateurs : 13 286 Arbitrage : Graham Scott | Fratton Park, Portsmouth Spectateurs : 13 286 Arbitrage : Graham Scott |
| 15h00 | Rapport                                              |         |                             | Fratton Park, Portsmouth Spectateurs : 13 286 Arbitrage : Graham Scott | Fratton Park, Portsmouth Spectateurs : 13 286 Arbitrage : Graham Scott |

|       | Hull City (2) | 1 - 2   | Chelsea (1)               |                                                                                |                                                                                |
| 17h30 | Grosicki 78e  | (0 - 1) | 6e Batshuayi · 64e Tomori | KCOM Stadium, Kingston upon Hull Spectateurs : 24 109 Arbitrage : Craig Pawson | KCOM Stadium, Kingston upon Hull Spectateurs : 24 109 Arbitrage : Craig Pawson |
| 17h30 | Rapport       |         |                           | KCOM Stadium, Kingston upon Hull Spectateurs : 24 109 Arbitrage : Craig Pawson | KCOM Stadium, Kingston upon Hull Spectateurs : 24 109 Arbitrage : Craig Pawson |

| 26 janvier 2020 | Manchester City (1)                                             | 4 - 0   | Fulham (2) |                                                                          |                                                                          |
| 13h00           | Gündoğan 8e (pen.) · Bernardo Silva 19e · Gabriel Jesus 72e 75e | (2 - 0) |            | Etihad Stadium, Manchester Spectateurs : 39 223 Arbitrage : Kevin Friend | Etihad Stadium, Manchester Spectateurs : 39 223 Arbitrage : Kevin Friend |
| 13h00           | Rapport                                                         |         |            | Etihad Stadium, Manchester Spectateurs : 39 223 Arbitrage : Kevin Friend | Etihad Stadium, Manchester Spectateurs : 39 223 Arbitrage : Kevin Friend |

|       | Tranmere Rovers (3) | 0 - 6   | Manchester United (1)                                                                  |                                                |                                                |
| 15h00 |                     | (0 - 5) | 10e Maguire · 13e Dalot · 16e Lingard · 41e Jones · 45e Martial · 56e (pen.) Greenwood | Prenton Park, Birkenhead Arbitrage : Lee Mason | Prenton Park, Birkenhead Arbitrage : Lee Mason |
| 15h00 | Rapport             |         |                                                                                        | Prenton Park, Birkenhead Arbitrage : Lee Mason | Prenton Park, Birkenhead Arbitrage : Lee Mason |

|       | Shrewsbury Town (3) | 2 - 2   | Liverpool (1)              |                                                 |                                                 |
| 17h00 | Cummings 65e (pen.) | (0 - 1) | 15e Jones · 46e (csc) Love | New Meadow, Shrewsbury Arbitrage : Simon Hooper | New Meadow, Shrewsbury Arbitrage : Simon Hooper |
| 17h00 | Rapport             |         |                            | New Meadow, Shrewsbury Arbitrage : Simon Hooper | New Meadow, Shrewsbury Arbitrage : Simon Hooper |

| 27 janvier 2020 | AFC Bournemouth (1) | 1 - 2   | Arsenal (1)           |                                                                          |                                                                          |
| 20h00           | Surridge 90+4e      | (0 - 2) | 5e Saka · 26e Nketiah | Dean Court, Bournemouth Spectateurs : 10 308 Arbitrage : Martin Atkinson | Dean Court, Bournemouth Spectateurs : 10 308 Arbitrage : Martin Atkinson |
| 20h00           | Rapport             |         |                       | Dean Court, Bournemouth Spectateurs : 10 308 Arbitrage : Martin Atkinson | Dean Court, Bournemouth Spectateurs : 10 308 Arbitrage : Martin Atkinson |

Replay
| 4 février 2020 | Derby County (2)                                           | 4 - 2   | Northampton Town (4)           |                                                                       |                                                                       |
| 19h45          | Wisdom 28e · Holmes 35e · Marriott 51e · Rooney 77e (pen.) | (2 - 0) | 47e Adams · 84e (pen.) Hoskins | Pride Park Stadium, Derby Spectateurs : 15 860 Arbitrage : David Webb | Pride Park Stadium, Derby Spectateurs : 15 860 Arbitrage : David Webb |
| 19h45          | Rapport                                                    |         |                                | Pride Park Stadium, Derby Spectateurs : 15 860 Arbitrage : David Webb | Pride Park Stadium, Derby Spectateurs : 15 860 Arbitrage : David Webb |

|       | Cardiff City (2)                      | 3 - 3 1 - 4 t. a. b.  | Reading (2)                               |                                                                          |                                                                          |
| 19h45 | Murphy 19e · Glatzel 54e · Murphy 93e | (1 - 0, 2 - 2, 3 - 2) | 69e Richards · 79e Rinomhota · 116e Méïté | Cardiff City Stadium, Cardiff Spectateurs : 4 832 Arbitrage : Gavin Ward | Cardiff City Stadium, Cardiff Spectateurs : 4 832 Arbitrage : Gavin Ward |
| 19h45 | Rapport                               |                       |                                           | Cardiff City Stadium, Cardiff Spectateurs : 4 832 Arbitrage : Gavin Ward | Cardiff City Stadium, Cardiff Spectateurs : 4 832 Arbitrage : Gavin Ward |
| 19h45 | Flint · Vaulks · Pack                 | Tirs au but 1 - 4     | McCleary · Osho · Obita · Aluko           | Cardiff City Stadium, Cardiff Spectateurs : 4 832 Arbitrage : Gavin Ward | Cardiff City Stadium, Cardiff Spectateurs : 4 832 Arbitrage : Gavin Ward |

|       | Birmingham City (2)                | 2 - 2                 | Coventry City (3)         |                                                                      |                                                                      |
| 19h45 | Dean 90+2e · Bela 120e             | (0 - 0, 1 - 1, 1 - 1) | 50e Roberts · 114e Biamou | St Andrew's, Birmingham Spectateurs : 11 680 Arbitrage : Darren Bond | St Andrew's, Birmingham Spectateurs : 11 680 Arbitrage : Darren Bond |
| 19h45 | Rapport                            |                       |                           | St Andrew's, Birmingham Spectateurs : 11 680 Arbitrage : Darren Bond | St Andrew's, Birmingham Spectateurs : 11 680 Arbitrage : Darren Bond |
| 19h45 | Jutkiewicz · Bela · Gardner · Dean | Tirs au but           | Godden · Walsh · Allen    | St Andrew's, Birmingham Spectateurs : 11 680 Arbitrage : Darren Bond | St Andrew's, Birmingham Spectateurs : 11 680 Arbitrage : Darren Bond |

|       | Oxford United (3)         | 2 - 3 a. p.           | Newcastle United (1)                               |                                                                      |                                                                      |
| 19h45 | Kelly 84e · Holland 90+4e | (0 - 2, 2 - 2, 2 - 2) | 15e Longstaff · 30e Joelinton · 116e Saint-Maximin | Kassam Stadium, Oxford Spectateurs : 11 520 Arbitrage : Peter Bankes | Kassam Stadium, Oxford Spectateurs : 11 520 Arbitrage : Peter Bankes |
| 19h45 | Rapport                   |                       |                                                    | Kassam Stadium, Oxford Spectateurs : 11 520 Arbitrage : Peter Bankes | Kassam Stadium, Oxford Spectateurs : 11 520 Arbitrage : Peter Bankes |

|       | Liverpool (1) | 1 - 0   | Shrewsbury Town (3) |                                                                 |                                                                 |
| 19h45 | Williams 75e  | (0 - 0) |                     | Anfield, Liverpool Spectateurs : 52 399 Arbitrage : Andy Madley | Anfield, Liverpool Spectateurs : 52 399 Arbitrage : Andy Madley |
| 19h45 | Rapport       |         |                     | Anfield, Liverpool Spectateurs : 52 399 Arbitrage : Andy Madley | Anfield, Liverpool Spectateurs : 52 399 Arbitrage : Andy Madley |

| 5 février 2020 | Tottenham Hotspur (1)                                  | 3 - 2   | Southampton (1)     |                                                                                 |                                                                                 |
| 19h45          | Stephens 12e (pen.) · Moura 78e · Heung-min 87e (pen.) | (1 - 1) | 34e Long · 72e Ings | Tottenham Hotspur Stadium, Londres Spectateurs : 56 046 Arbitrage : David Coote | Tottenham Hotspur Stadium, Londres Spectateurs : 56 046 Arbitrage : David Coote |
| 19h45          | Rapport                                                |         |                     | Tottenham Hotspur Stadium, Londres Spectateurs : 56 046 Arbitrage : David Coote | Tottenham Hotspur Stadium, Londres Spectateurs : 56 046 Arbitrage : David Coote |

### Cinquième tour (1/8 de finale)
| 2 mars 2020 | Portsmouth (3) | 0 - 2   | Arsenal (1)                          |                                                                     |                                                                     |
| 20h45       |                | (0 - 1) | 45+4e Papastathópoulos · 51e Nketiah | Fratton Park, Portsmouth Spectateurs : 18 839 Arbitrage : Mike Dean | Fratton Park, Portsmouth Spectateurs : 18 839 Arbitrage : Mike Dean |
| 20h45       | Rapport        |         |                                      | Fratton Park, Portsmouth Spectateurs : 18 839 Arbitrage : Mike Dean | Fratton Park, Portsmouth Spectateurs : 18 839 Arbitrage : Mike Dean |

| 3 mars 2020 | Chelsea (1)               | 2 - 0   | Liverpool (1) |                                                                          |                                                                          |
| 20h45       | Willian 13e · Barkley 64e | (1 - 0) |               | Stamford Bridge, Londres Spectateurs : 40 103 Arbitrage : Chris Kavanagh | Stamford Bridge, Londres Spectateurs : 40 103 Arbitrage : Chris Kavanagh |
| 20h45       | Rapport                   |         |               | Stamford Bridge, Londres Spectateurs : 40 103 Arbitrage : Chris Kavanagh | Stamford Bridge, Londres Spectateurs : 40 103 Arbitrage : Chris Kavanagh |

|       | Reading (2)       | 1 - 2 a. p.           | Sheffield United (1)         |                                                                         |                                                                         |
| 21h00 | Pușcaș 43e (pen.) | (1 - 1, 1 - 1, 1 - 2) | 2e McGoldrick · 105+1e Sharp | Madejski Stadium, Reading Spectateurs : 15 129 Arbitrage : Kevin Friend | Madejski Stadium, Reading Spectateurs : 15 129 Arbitrage : Kevin Friend |
| 21h00 | [ Rapport]        |                       |                              | Madejski Stadium, Reading Spectateurs : 15 129 Arbitrage : Kevin Friend | Madejski Stadium, Reading Spectateurs : 15 129 Arbitrage : Kevin Friend |

|       | West Bromwich Albion (2)    | 2 - 3   | Newcastle United (1)           |                                                         |                                                         |
| 21h00 | Phillips 74e · Zohore 90+3e | (0 - 2) | 33e 45+1e Almirón · 47e Lazaro | The Hawthorns, West Bromwich Arbitrage : Anthony Taylor | The Hawthorns, West Bromwich Arbitrage : Anthony Taylor |
| 21h00 | Rapport                     |         |                                | The Hawthorns, West Bromwich Arbitrage : Anthony Taylor | The Hawthorns, West Bromwich Arbitrage : Anthony Taylor |

| 4 mars 2020 | Sheffield Wednesday (2) | 0 - 1   | Manchester City (1) |                                                                         |                                                                         |
| 20h45       |                         | (0 - 0) | 53e Agüero          | Hillsborough, Sheffield Spectateurs : 20 995 Arbitrage : Michael Oliver | Hillsborough, Sheffield Spectateurs : 20 995 Arbitrage : Michael Oliver |
| 20h45       | Rapport                 |         |                     | Hillsborough, Sheffield Spectateurs : 20 995 Arbitrage : Michael Oliver | Hillsborough, Sheffield Spectateurs : 20 995 Arbitrage : Michael Oliver |

|       | Leicester City (1) | 1 - 0   | Birmingham City (2) |                                                                              |                                                                              |
| 20h45 | Pereira 82e        | (0 - 0) |                     | King Power Stadium, Leicester Spectateurs : 27 181 Arbitrage : Jonathan Moss | King Power Stadium, Leicester Spectateurs : 27 181 Arbitrage : Jonathan Moss |
| 20h45 | Rapport            |         |                     | King Power Stadium, Leicester Spectateurs : 27 181 Arbitrage : Jonathan Moss | King Power Stadium, Leicester Spectateurs : 27 181 Arbitrage : Jonathan Moss |

|       | Tottenham Hotspur (1)                          | 1 - 1 2 - 3 t. a. b.  | Norwich City (1)                       |                                                                                  |                                                                                  |
| 20h45 | Vertonghen 13e                                 | (1 - 0, 1 - 1, 1 - 1) | 78e Drmić                              | Tottenham Hotspur Stadium, Londres Spectateurs : 58 007 Arbitrage : Paul Tiernay | Tottenham Hotspur Stadium, Londres Spectateurs : 58 007 Arbitrage : Paul Tiernay |
| 20h45 | Rapport                                        |                       |                                        | Tottenham Hotspur Stadium, Londres Spectateurs : 58 007 Arbitrage : Paul Tiernay | Tottenham Hotspur Stadium, Londres Spectateurs : 58 007 Arbitrage : Paul Tiernay |
| 20h45 | Dier · Lamela · Lo Celso · Parrott · Fernandes | Tirs au but 2 - 3     | McLean · Idah · Stiepermann · Cantwell | Tottenham Hotspur Stadium, Londres Spectateurs : 58 007 Arbitrage : Paul Tiernay | Tottenham Hotspur Stadium, Londres Spectateurs : 58 007 Arbitrage : Paul Tiernay |

| 5 mars 2020 | Derby County (2) | 0 - 3   | Manchester United (1)     |                                                                         |                                                                         |
| 20h45       |                  | (0 - 2) | 33e Shaw · 41e 60e Ighalo | Pride Park Stadium, Derby Spectateurs : 31 379 Arbitrage : Craig Pawson | Pride Park Stadium, Derby Spectateurs : 31 379 Arbitrage : Craig Pawson |
| 20h45       | Rapport          |         |                           | Pride Park Stadium, Derby Spectateurs : 31 379 Arbitrage : Craig Pawson | Pride Park Stadium, Derby Spectateurs : 31 379 Arbitrage : Craig Pawson |

### Sixième tour (1/4 de finale)
| 27 juin 2020 | Norwich City (1) | 1 - 2 a. p.           | Manchester United (1)           |                                                                            |                                                                            |
| 18h30        | Cantwell 75e     | (0 - 0, 1 - 1, 1 - 1) | 51e Ighalo · 118e Harry Maguire | Carrow Road, Norwich Spectateurs : 0 (huis clos) Arbitrage : Jonathan Moss | Carrow Road, Norwich Spectateurs : 0 (huis clos) Arbitrage : Jonathan Moss |
| 18h30        | Rapport          |                       |                                 | Carrow Road, Norwich Spectateurs : 0 (huis clos) Arbitrage : Jonathan Moss | Carrow Road, Norwich Spectateurs : 0 (huis clos) Arbitrage : Jonathan Moss |

| 28 juin 2020 | Sheffield United (1) | 1 - 2   | Arsenal (1)                      |                                                                              |                                                                              |
| 14h00        | McGoldrick 87e       | (0 - 1) | 25e (pen.) Pépé · 90+1e Ceballos | Bramall Lane, Sheffield Spectateurs : 0 (huis clos) Arbitrage : Paul Tierney | Bramall Lane, Sheffield Spectateurs : 0 (huis clos) Arbitrage : Paul Tierney |
| 14h00        | Rapport              |         |                                  | Bramall Lane, Sheffield Spectateurs : 0 (huis clos) Arbitrage : Paul Tierney | Bramall Lane, Sheffield Spectateurs : 0 (huis clos) Arbitrage : Paul Tierney |

|       | Leicester City (1) | 0 - 1   | Chelsea (1) |                                                                                 |                                                                                 |
| 17h00 |                    | (0 - 0) | 63e Barkley | King Power Stadium, Leicester Spectateurs : 0 (huis clos) Arbitrage : Mike Dean | King Power Stadium, Leicester Spectateurs : 0 (huis clos) Arbitrage : Mike Dean |
| 17h00 | Rapport            |         |             | King Power Stadium, Leicester Spectateurs : 0 (huis clos) Arbitrage : Mike Dean | King Power Stadium, Leicester Spectateurs : 0 (huis clos) Arbitrage : Mike Dean |

|       | Newcastle United (1) | 0 - 2   | Manchester City (1)          |                                                                                       |                                                                                       |
| 19h30 |                      | (0 - 1) | 37e De Bruyne · 68e Sterling | St James' Park, Newcastle upon Tyne Spectateurs : 0 (huis clos) Arbitrage : Lee Mason | St James' Park, Newcastle upon Tyne Spectateurs : 0 (huis clos) Arbitrage : Lee Mason |
| 19h30 | Rapport              |         |                              | St James' Park, Newcastle upon Tyne Spectateurs : 0 (huis clos) Arbitrage : Lee Mason | St James' Park, Newcastle upon Tyne Spectateurs : 0 (huis clos) Arbitrage : Lee Mason |

### Demi-finales
| 18 juillet 2020 | Arsenal (1)        | 2 - 0   | Manchester City (1) | Stade de Wembley, Londres                             |                                                       |
| 20h45           | Aubameyang 19e 71e | (1 - 0) |                     | Spectateurs : 0 (huis clos) Arbitrage : Jonathan Moss | Spectateurs : 0 (huis clos) Arbitrage : Jonathan Moss |
| 20h45           | Rapport            |         |                     | Spectateurs : 0 (huis clos) Arbitrage : Jonathan Moss | Spectateurs : 0 (huis clos) Arbitrage : Jonathan Moss |

| 19 juillet 2020 | Manchester United (1) | 1 - 3   | Chelsea (1)                                   | Stade de Wembley, Londres                         |                                                   |
| 19h00           | Fernandes 85e (pen.)  | (0 - 1) | 45+11e Giroud · 46e Mount · 74e (csc) Maguire | Spectateurs : 0 (huis clos) Arbitrage : Mike Dean | Spectateurs : 0 (huis clos) Arbitrage : Mike Dean |
| 19h00           | Rapport               |         |                                               | Spectateurs : 0 (huis clos) Arbitrage : Mike Dean | Spectateurs : 0 (huis clos) Arbitrage : Mike Dean |

### Finale
| Finale        | Arsenal (1)               | 2 - 1   | Chelsea (1)                                                                  | Stade de Wembley, Londres                              |                                                        |
| 1er août 2020 | Aubameyang 28e (pen.) 67e | (1 - 1) | 5e Pulisic                                                                   | Spectateurs : 0 (huis clos) Arbitrage : Anthony Taylor | Spectateurs : 0 (huis clos) Arbitrage : Anthony Taylor |
| 1er août 2020 | Ceballos 73e              | Rapport | 14e, 73e Kovačić · 26e Azpilicueta · 45+4e Mount · 75e Rüdiger · 89e Barkley | Spectateurs : 0 (huis clos) Arbitrage : Anthony Taylor | Spectateurs : 0 (huis clos) Arbitrage : Anthony Taylor |